# Frea marmorata
Frea marmorata är en skalbaggsart som beskrevs av Gerstaecker 1871. Frea marmorata ingår i släktet Frea och familjen långhorningar.
Artens utbredningsområde är:
- Kenya.
- Malawi.
- Zimbabwe.

Inga underarter finns listade i Catalogue of Life.